# 阿格妮·瓦伊丘凱維丘特
愛格涅·瓦伊丘凱維丘特（1989年6月17日—）是立陶宛的政治人物，現任立陶宛交通及通訊部政務次長。

## 生平
瓦伊丘凱維丘特出生於1989年，2008年自維爾紐斯的中學畢業，後進入維爾紐斯科技大學主修工商管理專業，2012年獲學士學位，2014年與2019年又分別自該校獲碩士（國際商務專業）與博士（經濟學專業）學位。期間她也曾於捷克查理大學、韓國漢陽大學與澳洲新南威爾斯大學等外國大學短期進修。
2014年－2020年，瓦伊丘凱維丘特在維爾紐斯科技大學工商管理學系擔任講師授課，2020年起成為該校工商管理學系的副教授。2016年－2020年她同時擔任維爾紐斯科技大學戰略合作項目的副負責人。瓦伊丘凱維丘特還曾短暫任職於數間外國智庫（美國華府的歐洲政策分析中心、澳洲的人口老化研究中心等）。

### 政治生涯
2015年－2016年，瓦伊丘凱維丘特曾任維爾紐斯市議會的顧問。2019年她參與創立立陶宛自由黨。2021年1月起瓦伊丘凱維丘特獲任為立陶宛交通及通訊部政務次長。
2022年8月，瓦伊丘凱維丘特率立陶宛交通及通訊部與企業代表訪問臺灣，討論臺灣與立陶宛通訊、航運與航空合作事宜。中華人民共和國因此對其發布制裁。

## 家庭
瓦伊丘凱維丘特與現任立陶宛經濟與創新部政務次長的艾格蕾‧馬可維奇德為表姊妹關係。